# PRIMA DONNA (나인뮤지스의 음반)
《PRIMA DONNA》는 대한민국의 여성 음악 그룹 나인뮤지스의 첫 번째 정규 음반이다. 2013년 10월 14일에 발매되었다. 스윗튠의 송수윤, 한재호, 김승수 등이 프로듀싱에 참여하였다.

## 트랙리스트
| #   | 제목                         | 작사             | 작곡                              | 편곡                      | 재생 시간 |
| --- | ---------------------------- | ---------------- | --------------------------------- | ------------------------- | --------- |
| 1.  | 〈프리마돈나 (PRIMA DONNA)〉 |                  | 안준성                            | 안준성, 홍승현            | 1:07      |
| 2.  | 〈건 (GUN)〉                 | 송수윤           | 한재호, 김승수                    | 한재호, 김승수, 홍승현    | 2:57      |
| 3.  | 〈세치혀 (RUMOR)〉           | 송수윤           | 황현(MonoTree)                    | 황현(MonoTree), 홍승현    | 3:07      |
| 4.  | 〈A FEW GOOD MAN〉           | 송수윤           | 고남수, 한재호, 김승수            | 고남수, 홍승현            | 2:58      |
| 5.  | 〈LAST SCENE〉               | 송수윤, 신아녜스 | 추대관 (MonoTree), 한재호, 김승수 | 추대관 (MonoTree), 홍승현 | 3:34      |
| 6.  | 〈천생여자 (天生女子)〉      | 송수윤           | 안준성, 한재호, 김승수            | 안준성, 홍승현            | 3:14      |
| 7.  | 〈미스 에이전트〉            | 정영은           | 김태현, 이유진                    | 김태현                    | 3:16      |
| 8.  | 〈TIME`S UP〉                | G-High, 이주형   | G-High, 이주형                    | G-High, 이주형            | 3:18      |
| 9.  | 〈몰라몰라〉                 | 라이머, 시진     | 라이머, 마스터키                  | 마스터키                  | 3:20      |
| 10. | 〈핑〉                       | 정창욱, 함승효   | 정창욱, 함승효                    | 정창욱, 함승효            | 3:11      |
| 11. | 〈아님 말구〉                | 홍지유           | 이창현                            | 이창현                    | 3:00      |

## 차트 성적
음반 부문에서는 가온 앨범 차트 주간 7위, 월간 23위를 기록하였다. 음원 부문에서는 타이틀곡 <건 (GUN)>이 가온 디지털 차트 주간 16위, 월간 58위를 기록하였다.